# Siegmund Amanti

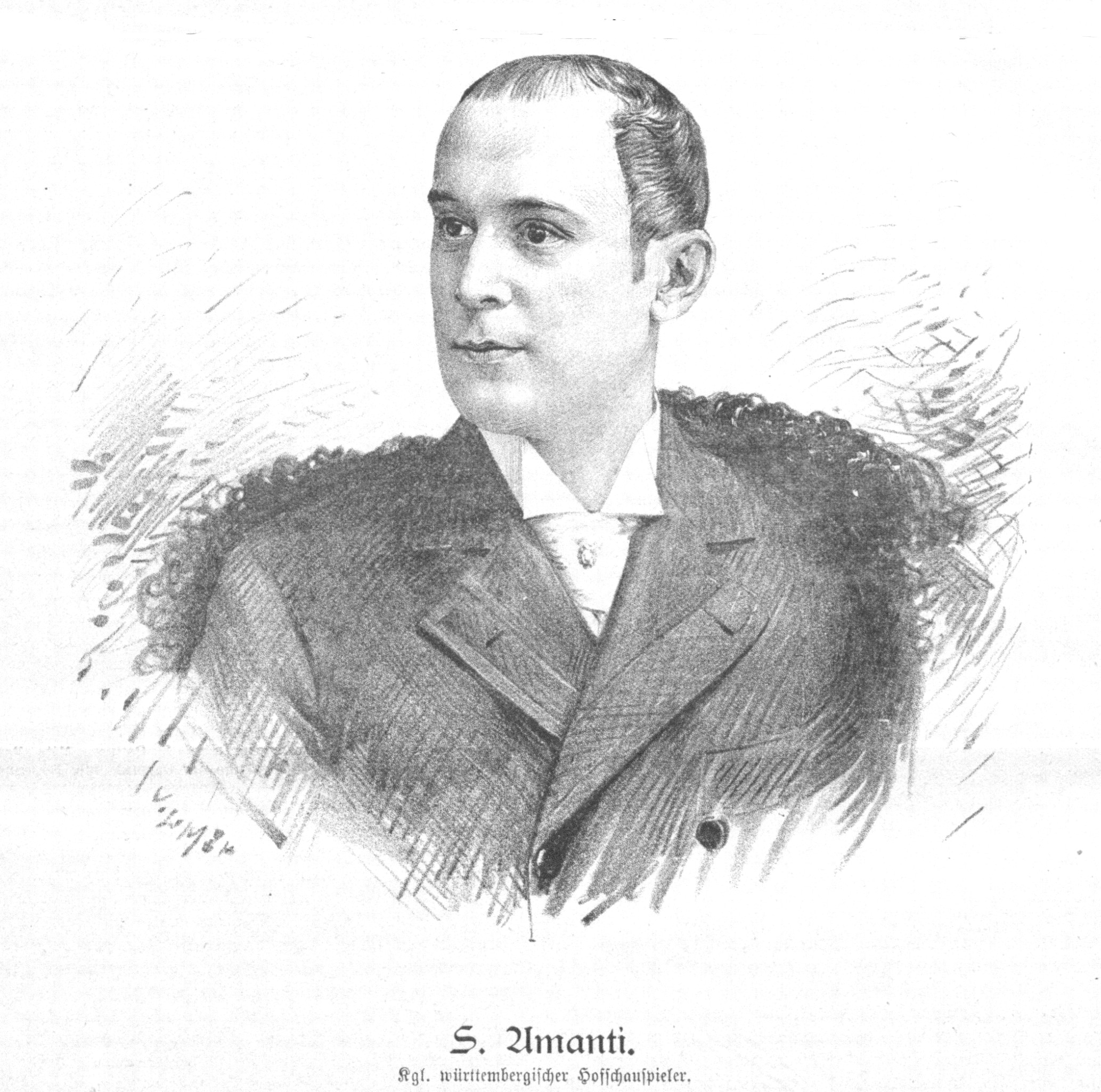
Siegmund Amanti (1897)

Siegmund Amanti (22. November 1860 in Wien – 18. Januar 1916 ebenda) war ein österreichischer Theaterschauspieler und Komiker.

## Leben
Amanti begann seine Bühnenlaufbahn 1878 am Thalia-Theater in Wien, wo er in der Posse O! Susi zum ersten Mal auftrat, kam dann ans Theater in der Josefstadt, ans Landestheater nach Prag, nach Dresden und Breslau und trat im März 1888 als Nachfolger von August Junkermann in den Verband des Hoftheaters in Stuttgart. Er vertrat das Fach des ersten Charakterkomikers mit großem Erfolg. Seine drollige Komik war äußerst wirksam. In wienerlich gemütlichen Rollen fiel er besonders vorteilhaft auf und fand in der ganzen Reihe seiner Charakterfiguren reichlich Gelegenheit, alle Lichter seiner erfreulichen humoristischer Kunst spielen zu lassen. Von seinen Darbietungen seien hervorgehoben „Argan“, „Habakuk“ („Talisman“), „Landowsky“, „Hasemann“, „Weigelt“, „Striese“, „Oberst Ollendorf“, „Zettel“ und „Rommel“ („Herren Söhne“). Im Juni 1903 nahm er dort Abschied.
Über sein weiteres Leben ist nichts bekannt.